# لويس ماتار
لويس ماتار (بالبرتغالية: Luiz Mattar‏) مواليد 18 أغسطس 1963 في ساو باولو، هو لاعب كرة مضرب برازيلي سابق بدأ مسيرته كمحترف سنة 1985 وكان يلعب باليد اليمنى، اعتزل اللعب في 1995. أعلى تصنيف له في الفردي كان المركز الـ 29 في سنة 1989. سبق أن شارك في دورة الألعاب الأولمبية الصيفية.

## روابط خارجية
- لويس ماتار على موقع رابطة محترفي التنس (الإنجليزية)
- لويس ماتار على موقع الاتحاد الدولي لكرة المضرب (الإنجليزية)
- لويس ماتار على موقع كأس ديفيز (الإنجليزية)
- لويس ماتار على موقع خلاصة التنس.كوم (الإنجليزية)
- لويس ماتار على موقع أوليمبيديا (الإنجليزية)